# Thomas Brassey (1er comte Brassey)
Thomas Brassey, 1er comte Brassey (11 février 1836 - 23 février 1918) est un homme politique du Parti libéral britannique, Gouverneur du Victoria et fondateur du Naval Annual. 

## Jeunesse et éducation
Brassey est le fils de l'entrepreneur ferroviaire Thomas Brassey, de Maria Harrison, fille de Joseph Harrison, transitaire et expéditeur. Il est le frère d'Henry Brassey (en) et d'Albert Brassey (en). Il fait ses études à Rugby et à l'University College, à Oxford, et est admis au Barreau, à Lincoln's Inn, en 1864. 

## Carrière politique
Il est brièvement député de Devonport en 1865 remportant le siège lors d'une élection partielle en juin, puis le perdant aux élections générales de juillet. Il est réélu au Parlement trois ans plus tard en tant que représentant de Hastings aux élections générales de 1868 occupant ce siège jusqu'à sa défaite aux élections générales de 1886 . Il est président du premier jour du Congrès coopératif de 1874. Il sert sous William Ewart Gladstone comme Lord civil de l'Amirauté de 1880 à 1884 et comme secrétaire parlementaire de l'Amirauté en 1884. Il est fait Chevalier Commandeur de l'Ordre du Bain (KCB) en 1881 et élevé à la pairie en tant que baron Brassey, de Bulkeley dans le comté de Chester, en 1886. Il occupe de nouveau le poste sous Gladstone puis Lord Rosebery en tant que Lord-in-waiting de 1893 à 1895. En 1893, la reine Victoria nomme neuf membres à la Commission royale d'opium, composée de sept britanniques et de deux indiens, dirigée par Lord Brassey, qui en assure la présidence. La Commission devait indiquer s'il fallait mettre fin au commerce d'exportation d'opium de l'Inde vers l'Extrême-Orient (Chine) et, en outre, si la culture du pavot et la consommation d'opium en Inde devaient être interdites, sauf à des fins médicales. 

## Gouverneur de Victoria
De 1895 à 1900, il est Gouverneur du Victoria, une colonie en Australie, et vit dans sa capitale, Melbourne, à Government House. Il revient au Royaume-Uni en mars 1900, par Colombo. 
Brassey est connu dans la capitale nationale de l'Australie, Canberra, avec Brassey House, maintenant un hôtel (à l'origine une maison d'hôtes) dans la banlieue intérieure de Barton, Territoire de la capitale australienne, achevé en 1927 pour coïncider avec la relocalisation du Parlement fédéral de Melbourne à Canberra.  

## Activités nautiques
Brassey fait sa première expérience de voile alors qu'il est encore à Rugby School. Après un court séjour dans un yacht loué appelé Zillah, il commence à concourir avec succès dans les événements du club dans un yacht appelé Cymba (1855). En 1859, il devient propriétaire d'un yacht en fer de 120 tonnes appelé Albatross, conçu par son ami St Clare John Byrne et construit aux travaux du Canada de son père. Il est élu membre du Royal Yacht Squadron à cette époque. En 1866, il s'aventure dans la vapeur auxiliaire avec le yacht Meteor et en 1872 utilise le yacht à vapeur Eothen pour visiter le Canada - bien que le navire se soit avéré ne pas être le mieux adapté pour ce type de voyage. Eothen appartenait auparavant au cofondateur de P & O Company - Arthur Anderson . 
Entre le 6 juillet 1876 et le 27 mai 1877, Brassey fait le tour du monde dans sa goélette Sunbeam à trois mâts, un autre yacht conçu pour lui par St Clare Byrne. Ce voyage aurait été le premier tour du monde par un yacht privé. Son fils Thomas quitte le Sunbeam à Rio de Janeiro pour retourner à l'école en Angleterre. Son épouse Anna Brassey (1839–1887), publie un compte rendu de la croisière intitulé In The Trades, The Tropics, & The Roaring Forties, ou encore A Voyage In The Sunbeam: Our Home On The Ocean For Eleven mois pendant onze mois . En 1880, le livre de Brassey, The British Navy, est publié. En 1886, il crée The Naval Annual (généralement appelé Naval Annual Naval) dont il est rédacteur en chef jusqu'en 1891. Son fils Thomas le remplace. 
À l'âge de 79 ans, Brassey navigue sur son yacht Sunbeam à Mudros Bay afin de soutenir les troupes en tant que navire-hôpital pendant la malheureuse campagne de Gallipoli ,. 

## Distinctions et prix
Brassey est président de la Royal Statistical Society de 1879 à 1880. Il reçoit le titre de membre honoraire de l'Institution of Engineers and Shipbuilders en Écosse en 1891.  Après son retour d'Australie, il est président de la London Chamber of Commerce 1901-1902. Il est Gouverneur des Cinq-Ports de 1908 à 1913. Il est nommé Chevalier Grand-Croix de l'Ordre du Bain en 1906 et est créé vicomte Hythe, de Hythe dans le comté de Kent et comte Brassey en 1911. 
Le 1er juin 1861, il est nommé sous-lieutenant dans le 6e corps à temps partiel des volontaires de l'artillerie des Cinque Ports (Hastings) et est plus tard capitaine du 9th (Pevensey) Cinque Ports AVC. Il est nommé colonel honoraire de l'unité qui lui succède, les 2nd Cinque Ports Artillery Volunteers, le 2 décembre 1891. 
Le roi Kalakaua d'Hawaï décerne à Brassey l'honneur "Chevalier Commandeur de l'Ordre Royal de Kalākaua ". 

## Franc-maçonnerie
Franc-maçon, il est initié lorsqu'il est étudiant à Oxford. En 1868, il devient membre de l'« Abbey Lodge n°1184 » et y reste pendant 48 ans. Il est également membre de « Derwent Lodge n°4 » et membre fondateur de « Navy Lodge n°2612 ». Lorsqu'il est nommé gouverneur de Victoria, alors qu'il n'a jamais occupé aucun poste dans la loge, il est nommé ancien grand surveillant junior honoraire. À Melbourne, il devient membre de « Clarke Lodge n°98 » et devient son 1er surveillant en 1896 et son vénérable maître en 1897. Le 4 mai 1896, deux jours avant d'être installé comme premier surveillant, il est installé grand maître de la Grande Loge de Victoria. Son accession au poste de grand maître est un peu controversée car de nombreux membres aurait préféré que le grand maître d'alors, Sir William Clarke, 1er baronnet, conserve sa fonction, mais celui-ci fait le choix de se retirer.

## Famille

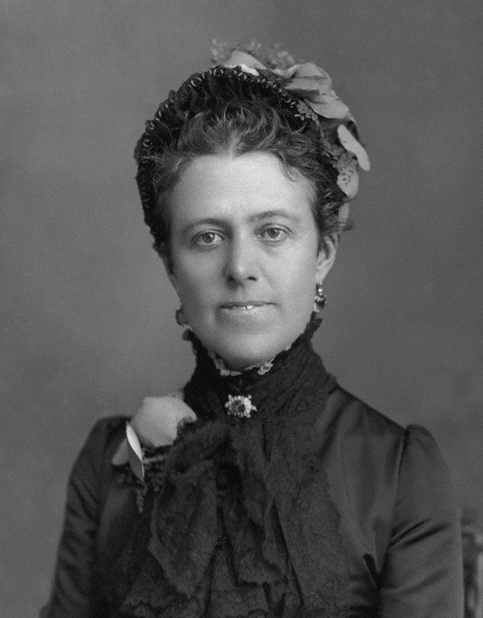
Anna, Lady Brassey.

Brassey épouse en 1860, Anna Allnutt, fille de John Allnutt, de Clapham, Surrey. Ils ont un fils et quatre filles. La troisième fille, Muriel Agnes, épouse Gilbert Sackville (8e comte De La Warr), et est la mère de Herbrand Sackville, 9e comte De La Warr, tandis que la quatrième fille, Marie Adelaide, épouse Freeman Freeman-Thomas, 1er marquis de Willingdon. Lady Brassey est décédée en septembre 1887, à l'âge de 47 ans. 
Brassey épouse en secondes noces Sybil de Vere Capell, fille d'Arthur Capell, vicomte Malden et sœur de George Capell (7e comte d'Essex), en 1890. Ils ont une fille. Brassey est décédé en février 1918, à l'âge de 82 ans, et son fils unique, Thomas Brassey (2e comte Brassey) (en) lui succède. 